# Anarhismul în România
Anarhismul în România s-a dezvoltat în anii 1880, în cadrul mișcării socialiste românești mai ample, având un număr relativ mic de susținători de-a lungul existenței Regatului României. Anarhismul social a fost promovat inițial prin intermediul Revista Ideei în perioada Vechiului Regat, dar, odată cu ascensiunea bolșevismului, tendințele socialiste au fost marginalizate în favoarea unor forme mai individualiste de anarhism, inclusiv mișcările asociate cu vegetarianismul și individualismul în anii 1920 și 1930.
După preluarea puterii de către Partidul Comunist Român în 1947, orice formă de opoziție politică a fost suprimată, iar mișcarea anarhistă a dispărut. După Revoluția Română din 1989, au fost înființate câteva grupuri anarhiste, însă anarhismul a rămas un curent marginal în comparație cu alte state din Europa de Vest.

## Precursori

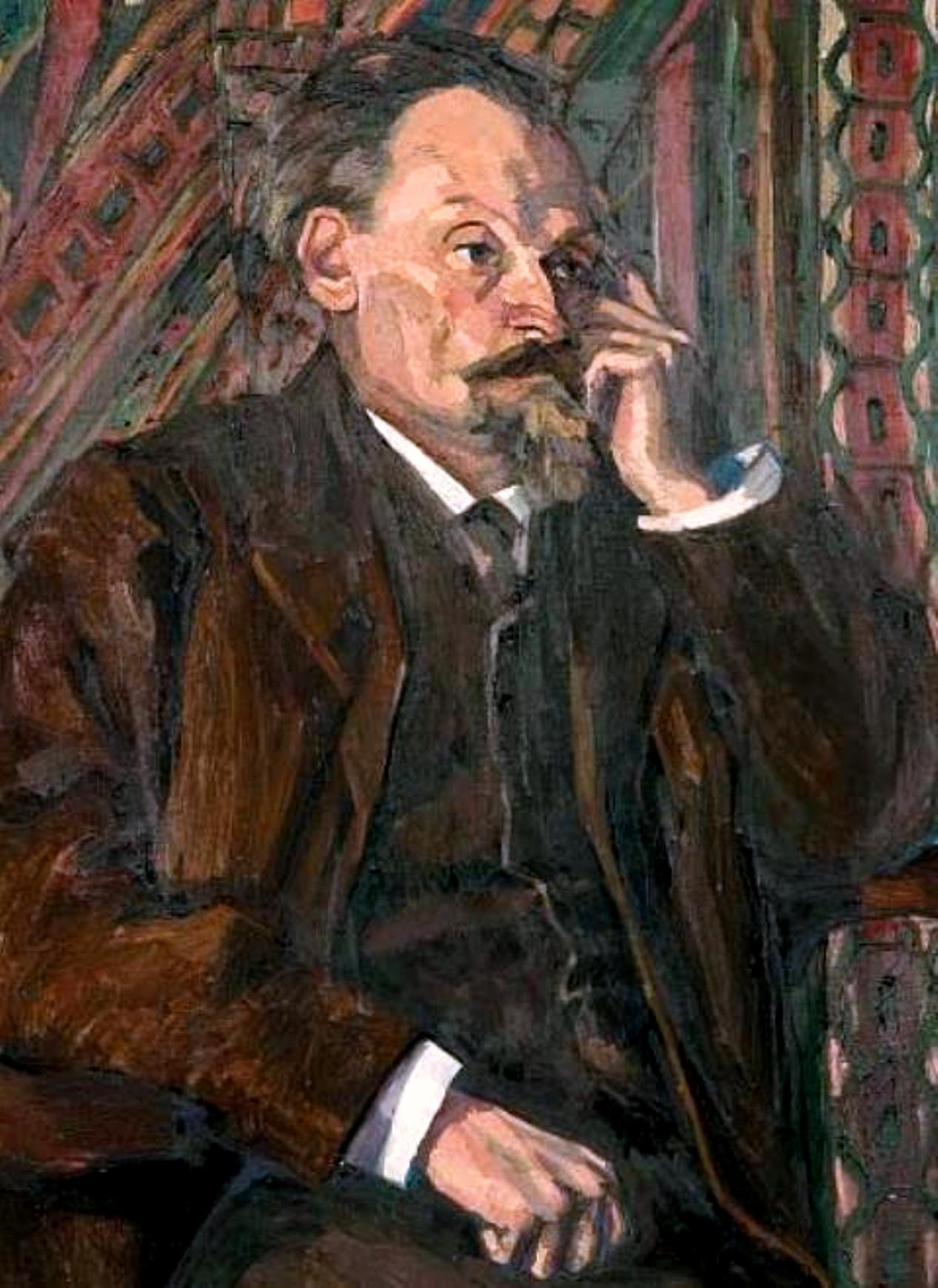
Anarhistul român Zamfir Arbore, portret din 1914 realizat de fiica sa.

Unul dintre primii susținători ai anarhismului în România a fost Zamfir Arbore, un socialist bucovinean, care, după ce a fost eliberat din închisoare pentru implicarea sa în mișcările narodnice din Imperiul Rus s-a exilat în Elveția. Acolo l-a întâlnit pe Mihail Bakunin, liderul facțiunii anarhiste din Asociația Internațională a Muncitorilor (IWA). Arbore a susținut federalismul și „bakuninismul” în detrimentul marxismului. declarându-se în favoarea „bakuninismului”. În 1871, el s-a mutat în România pentru a continua activitățile sale narodnice și a colaborat cu anarhiști proeminenți precum Piotr Kropotkin și Élisée Reclus. Arbore a fost unul dintre puținii anarhiști activi în România până la formarea Vechiului Regat, când mișcarea anarhistă a început să câștige mai mulți susținători.
Un alt narodnic influențat de anarhism a fost Constantin Dobrogeanu-Gherea, deși ulterior a abandonat aceste idei în favoarea unui socialism mai moderat și critic față de anarhism. De asemenea, revoluționarul bulgar Hristo Botev a fondat un grup anarhist în Galați, iar anarhistul italian Errico Malatesta a vizitat România, contribuind la răspândirea ideilor anarhiste prin traduceri în limba română.
Un precursor important al anarhismului românesc a fost Paraskev Stoianov, de origine bulgară, născut în Giurgiu. Stoianov, de profesie chirurg, a devenit interesat de socialism în liceu, iar după ce a citit lucrarea lui Kropotkin „Apel către tineri”, a adoptat anarhismul. El a fondat cluburi de lectură și a popularizat ideile anarhiste în rândul muncitorilor din România, fiind considerat „tatăl” anarhismului românesc. Stoianov a tradus mai multe lucrări ale lui Errico Malatesta în limba română, contribuind astfel la dezvoltarea mișcării anarhiste din țară.

## Anarhismul social în Vechiul Regat
Conform istoricului german Max Nettlau, mișcarea socialistă românească care a apărut după înființarea Vechiului Regat în 1881 avea rădăcini anarhiste. Anarhismul s-a dezvoltat ca o tendință distinctă, în special în București, unde mișcarea socialistă era mai radicală decât cea din Iași. Până în 1884, majoritatea cărților din biblioteca socialistă din București erau lucrări anarhiste, semnate de autori precum Mihail Bakunin, Ferdinand Domela Nieuwenhuis, Jean Grave, Piotr Kropotkin, Élisée Reclus.
Între 1884 și 1890, Cercul de Studii Sociale pentru Drepturile Omului a organizat grupuri de lectură în București, influențate de anarhiști vest-europeni. Cu toate acestea, până în anii 1890, tendința reformistă condusă de Ioan Nădejde a reorganizat Cercul într-un partid socialist, Partidul Social-Democrat al Muncitorilor din România (PSDMR), înfrângând tendințele anarhiste. Această tranziție către social-democrație a fost influențată de Constantin Dobrogeanu-Gherea, care a criticat anarhismul și l-a asociat cu violența și haosul. Dobrogeanu-Gherea a popularizat ideea că anarhismul era o „boală socială”, capabilă să atragă elemente criminale, susținând astfel teoriile criminologului italian Cesare Lombroso, care vedea anarhismul ca o amenințare pentru stabilitatea socială.

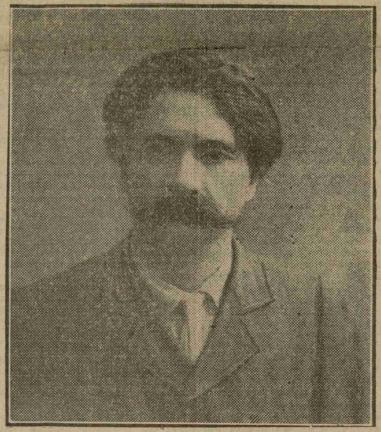
Panait Mușoiu, liderul mișcării anarhiste românești între 1890 și 1912.

Printre anarhiștii excluși de Ioan Nădejde din organizația socialistă se număra și Panait Mușoiu, care ulterior s-a mutat din București la Galați, unde a fost, de asemenea, expulzat din clubul socialist local. La întoarcerea sa în București, Mușoiu a devenit figura centrală a mișcării anarhiste românești, conducând-o până la izbucnirea Războaielor Balcanice. După o schismă în PSDMR în 1899, tendințele social-democrate au fost fragmentate, permițând anarhismului să revină în atenție. În anul următor, Panait Mușoiu și Panait Zosin au fondat Revista Ideei, care publica traduceri în limba română ale unor lucrări ale anarhiștilor sociali precum Mihail Bakunin și Piotr Kropotkin, dar și ale anarhiștilor individualiști precum Max Stirner, Han Ryner și Henry David Thoreau. 
Autoritățile române au observat o creștere semnificativă a activității anarhiste după Revoluția Rusă din 1905. În afară de cercul din jurul lui Mușoiu din București, au apărut cercuri anarhiste și în Piața Amzei și Ploiești. Figuri de seamă din literatura română, precum Alexandru Bogdan-Pitești și Panait Istrati, au fost atrași de anarhism în această perioadă.

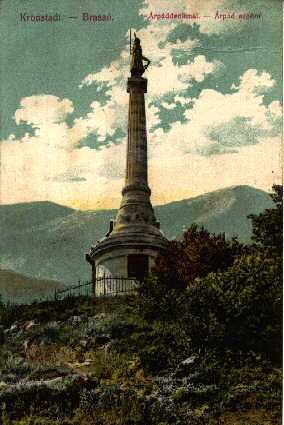
Statuia lui Árpád din Brașov, (atunci în Austro-Ungaria), simbolizând domnia maghiară asupra Bazinului Panonic, a fost distrusă în 1913 de o bombă amplasată de anarhistul român Ilie Cătărău.

În contextul imigrației anarhiștilor italieni în România, au început să circule zvonuri despre un complot anarhist pentru a organiza un atac terorist în țară. Aceasta a declanșat preocupări în cadrul Siguranței, poliția secretă românească, care a început să monitorizeze mișcarea anarhistă. România a devenit, de asemenea, semnatară a unui tratat internațional anti-anarhist, care a stabilit un sistem de partajare a informațiilor între statele europene. Până în 1907, Siguranța a întocmit două liste: una cu 20 de activiști anarhiști și alta cu 50 de funcționari publici care erau abonați la Revista Ideei. Un raport al poliției secrete sugera că propaganda anarhistă a contribuit la Răscoala Țărănească din 1907. De exemplu, se menționa un anume învățător, Nicolăescu-Cranta, prieten al lui Mușoiu, care ar fi contribuit la declanșarea revoltei prin discursurile sale către țărani.
Pe măsură ce antisemitismul și represiunea politică s-au intensificat în România, mai mulți anarhiști evrei au fugit în exil, printre care Joseph Ishill și Marcus Graham, care au devenit figuri proeminente în mișcarea anarhistă americană.
Chiar și după ce un muncitor feroviar anarhist a încercat să-l asasineze pe prim-ministrul Ion I.C. Brătianu în 1909, mișcarea anarhistă a continuat să crească, cu cercuri libertariene înființate în mai multe orașe din România. Totuși, izbucnirea Primului Război Mondial a dus la demobilizarea mișcării socialiste, inclusiv a anarhiștilor. În câțiva ani, anarhismul a fost înlocuit de bolșevism, ca rezultat al succesului Revoluției Ruse. Până la începutul anilor 1920, politicianul național-liberal Nicolae Petrescu declara că „o mișcare adecvată de anarhism militant sau de teoreticieni anarhiști” nu mai exista în România.

## Anarhismul individualist în România interbelică

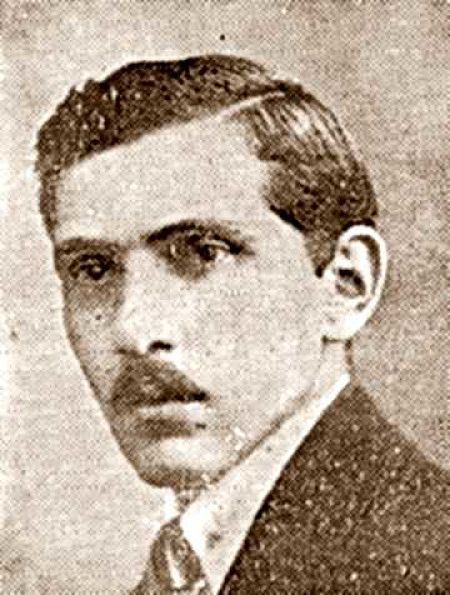
Eugen Relgis, fondatorul anarho-pacifist al Mișcării Umanitariste și o figură de frunte a anarhismului românesc în perioada interbelică.

În 1923, pacifistul român Eugen Relgis a fondat Mișcarea Umanitaristă, o organizație anti-militaristă non-doctrinară care a reunit mai mulți anarhiști, inclusiv pe Panait Mușoiu. În 1928, mișcarea a înființat o publicație, Umanitaristul, cu influențe libertariene evidente, publicând lucrări de Han Ryner și Ferdinand Domela Nieuwenhuis. A primit, de asemenea, o donație de la anarhistul individualist francez Émile Armand, iar Relgis a tradus una dintre lucrările acestuia. La sfârșitul anilor 1920, Mișcarea Umanitaristă a avut 24 de filiale în România. În 1932, Relgis a suspendat publicația Umanitaristul și a început să colaboreze cu ziarul Vegetarismul, editat de Ion Ionescu-Căpățână, care promova vegetarianismul pe motive sociale, economice și medicale. În timp, acesta a împrumutat multe idei din anarhismul individualist, inspirându-se din lucrările lui Max Stirner și Émile Armand.
În anii 1930, anarhiștii individualiști din România au început să dezvolte ideologii precum primitivismul, naturismul și nomadismul, critici față de industrializare, civilizație și urbanizare. Aceștia au abandonat treptat ideea revoluției sociale, concentrându-se pe libertatea și autonomia individului. Într-un articol, Ionescu-Căpățână afirma că „libertatea individuală este cel mai prețios lucru din lume” și că schimbările sociale încep prin schimbări în stilul de viață individual. Individualismul anarhist românesc s-a extins chiar și la modă, unii dintre adepți adoptând nudismul ca formă de exprimare a libertății personale.

Deși anarhiștii români idealizau starea naturală, nu aveau o nostalgie pentru trecut, ci vedeau respingerea normelor sociale contemporane ca o afirmare a libertății. Ei considerau că cea mai mare barieră în calea libertății era munca salariată și ziua de lucru, care împiedicau stilul de viață individualist dorit. Critica muncii a condus, de asemenea, către anarhismul social, inspirat de lucrările lui Piotr Kropotkin, Reclus și Thoreau. Un anume Valeriu Buja, inspirat de Thoreau, a scris o apărare pasionată a antietatismului, afirmând:
„Cu ce drept sunt eu legat între granițe și legi, când vreau să fiu frate cu toți oamenii? [...] Organizația de stat este, prin natura sa, egoistă și imorală.”
Dezvoltarea anarhismului individualist în România a culminat cu propunerea de a înființa o comunitate intenționată, inspirată de anarho-comunismul lui Kropotkin și de teoria ajutorului reciproc, dar proiectul a eșuat din lipsă de voluntari. Publicația Vegetarismul nu a reușit să atragă cei 500 de abonați necesari și a fost suspendată în 1934. În anul următor, Ionescu-Căpățână a emigrat în Franța, unde a sprijinit republicanii în Războiul Civil Spaniol și a colaborat cu Gérard de Lacaze-Duthiers la revista Aristocracy. El a anunțat că lucrează la o istorie a mișcării anarhiste românești, dar aceasta nu a fost niciodată publicată, deoarece Ionescu-Căpățână a murit în 1942. 

Până la acea vreme, anarhismul încetase să mai fie o forță relevantă în România, rămânând mai degrabă o sperietoare pentru burghezie, care asocia anarhiștii cu violența. În timpul unei vizite la Max Nettlau în Viena, Eugen Relgis a comentat:
„În țara noastră, anarhistul este o sperietoare. Pentru burghezi și copii, trebuie să aibă o față fioroasă, păr zburlit și, uneori, o lavalieră legată ca un laț, dar întotdeauna o bombă sau măcar un cuțit în buzunar.”

## Reprimare și exil
După ascensiunea fascismului în România, lucrările anarhiste au fost printre cărțile arse de către Statul Național-Legionar. Panait Mușoiu a murit la câteva luni după răsturnarea regimului fascist, iar după proclamarea Republicii Populare Române în 1947, Eugen Relgis a fugit în exil în Uruguay, punând capăt celei de-a doua perioade a anarhismului în România. Spre deosebire de alte țări vecine, nu a existat o rezistență anarhistă activă în fața ascensiunii autoritarismului în România, care a dus ulterior la instituirea marxism-leninismului. Deși noul regim comunist a reprimat mișcarea anarhistă rămasă, a reabilitat totodată un număr de figuri ale socialismului românesc, inclusiv pe Panait Mușoiu, ale cărui vederi anti-autoritariste au fost diminuate în interpretările oficiale.
În 1952, Eugen Relgis a publicat o istorie cuprinzătoare a mișcării anarhiste românești în revista franceză À contre-courant, în care și-a declarat pentru prima dată deschis afinitatea pentru antiautoritarism. Identificându-se cu anarhismul, Relgis a publicat și o lucrare despre „umanismul libertarian”, care îmbina idealurile libertariene și umaniste. El considera că era necesar să se dezvolte o formă indigenă de anarhism în România, capabilă să supraviețuiască represiunii regimului socialist și să reziste unei posibile restaurări democratice.
În anii 1970, anarhistul spaniol Vladimiro Muñoz a adunat materiale despre mișcarea anarhistă românească, creând o antologie ce include biografii ale unor figuri precum Panait Mușoiu, Joseph Ishill și Zamfir Arbure, multe dintre acestea fiind furnizate de Relgis.
Odată cu ascensiunea lui Nicolae Ceaușescu, la putere, au fost publicate mai multe lucrări despre istoria mișcării socialiste din România, inclusiv biografii ale unor anarhiști precum Mușoiu și Relgis. Cu toate acestea, lucrările respective au minimalizat afilierile lor libertariene, iar termenul „anarhism” a fost rar menționat explicit.

## Anarhismul în România contemporană
După Revoluția Română din 1989, care a dus la căderea regimului comunist, anarhismul a cunoscut o revigorare odată cu tranziția României către o republică democratică. În România post-comunistă, anarhismul a început să se dezvolte în special prin intermediul subculturii punk, având susținători notabili în orașe precum Timișoara și Craiova. Apariția internetului a contribuit la răspândirea publicațiilor anarhiste online, printre care URA: Ura și Războiul și Anarhia și Dragostea Uchide, publicate de colective anarhiste locale precum Colectivul Aactiv-ist din Timișoara și Anarho-Frontul din Craiova. Grupurile anarhiste românești au creat ulterior legături cu mișcările anarhiste din țările vecine, precum Ungaria și Serbia, adoptând tactici inspirate din mișcării anarhiste americane, inclusiv Masa Critică și Food Not Bombs.
În anii 2000, anarhiștii din România au început să se organizeze mai activ. Au ocupat clădiri abandonate, au desfășurat campanii „Food Not Bombs” (distribuind mâncare vegetariană gratuită) și au desfășurat acțiuni împotriva neonazismului, într-o serie de conflicte sporadice cu grupuri de extremă dreapta, cum ar fi Noua Dreaptă.
În noiembrie 2006, aproximativ 100 de anarhiști au participat la primul marș anti-fascist din București, purtând bannere roșii și negre. În iunie 2007, un grup de anarhiști a fost arestat la un protest neautorizat împotriva unui marș anti-LGBT organizat de Noua Dreaptă.
Anarhiștii au devenit un grup monitorizat de Serviciul Român de Informații (SRI), inclusiv pe forumuri online. Într-un raport SRI, anarhismul era descris ca o ideologie importată în România de „străini implicați în trafic de droguri și difuzarea pornografiei.”
În timpul summit-ului NATO de la București din 2008, guvernul român a anticipat proteste anarhiste împotriva NATO și militarismului, oprind la graniță un grup de activiști germani și arestând temporar activiști anti-globalizare locali, unii dintre aceștia acuzând că au fost bătuți de poliție.
Deși mișcarea anarhistă a cunoscut o oarecare revitalizare, cercetarea academică privind anarhismul în România a fost limitată. Abia în anii 2010 a apărut o lucrare istorică amplă despre mișcarea anarhistă românească, odată cu publicarea cărții lui Vlad Brătuleanu Anarhismul în România. În această lucrare, Brătuleanu identifică mai multe perioade cheie ale mișcării anarhiste românești: precursorii (1866-1881), perioada socialistă (1881-1918) și perioada individualistă (1918-1947). Istoricul german Martin Veith a contribuit, de asemenea, la biografiile unor anarhiști români precum Panait Mușoiu și Ștefan Gheorghiu, oferind o reabilitare a vederilor lor libertariene.

## Grupuri contemporane
În prezent, în România există mai multe organizații anarhiste active, printre care:
- Ravna („Inițiativa anarho-sindicalistă”) cu sediul în Constanța[46]
- Biblioteca Alternativă din București, un centru cultural care promovează idei anarhiste[46]
- Grupul pentru Acțiune Socială cu sediul în Cluj.[46]